# NGC 5663
NGC 5663 (другие обозначения — MCG -3-37-3, NPM1G -16.0459, PGC 52049) — галактика в созвездии Весы.
Этот объект входит в число перечисленных в оригинальной редакции «Нового общего каталога».